# Famille Soulouque
 (mai 2015).
Si vous disposez d'ouvrages ou d'articles de référence ou si vous connaissez des sites web de qualité traitant du thème abordé ici, merci de compléter l'article en donnant les références utiles à sa vérifiabilité et en les liant à la section « Notes et références ».
La famille Soulouque est la troisième et dernière dynastie impériale qui régna sur Haïti, avec l'empereur Faustin Ier, de 1849 à 1859. Elle est renversée lors de la révolution de 1859.

## Titre et création
La famille de l'Empereur reçoit différents titres :
- son épouse Adélina Lévêque est faite impératrice d'Haïti ;
- sa belle-sœur Clélia (la sœur d'Adélina) est faite princesse puis grande-duchesse[réf. nécessaire] ;
- son frère, le prince Jean-Joseph est fait prince haïtien et duc de Port-de-Paix ;
- sa fille Célita est faite princesse ;
- sa fille Olive est faite princesse et mariée à Pierre-Amitié Vil de Lubin, comte de Pétionville ;
- son neveu Mainville-Joseph est fait prince héritier puis sera prétendant au trône (« Joseph Ier ») de 1867 à 1891 et sera marié à sa cousine Olive[réf. nécessaire] ;
- son petit-fils Joseph est fait prince puis il sera « prince impérial » de 1867 à 1891 puis prétendant au trône « Joseph II » de 1891 à 1924 ;
- son petit-fils Faustin-Joseph est fait prince ;
- sa petite-fille Maria est faite princesse ;
- sa mère Marie-Catherine est faite reine douairière en 1849 jusqu'à sa mort en 1850[réf. nécessaire] ;
- la tante paternelle d'Adélina, Mme Eugène Plésance, est faite comtesse des Palmes.

## Histoire de la dynastie
L'ex-empereur Faustin meurt en 1867 et il laisse le titre de prétendant au trône à son neveu et beau-fils le prince Mainville-Joseph Soulouque[réf. nécessaire]. Le prince Mainville-Joseph tentera presque toute sa vie de restaurer l'empire mais il n'y parviendra jamais. Quant à la fille de Faustin, la princesse Olive, elle sera surnommée « Madame Première » puis « Olive la Grande ». Après un exil dans le monde entier, elle revient en Haïti et s'éteint à Port-au-Prince en 1883 à l'âge de 40 ans.